# 莫朗洛河
莫朗洛河（Molonglo River）是一条常流河 ，為墨累-達令盆地内馬蘭比吉河集水区的一部分，位于澳大利亚新南威尔士州和澳大利亚首都領地的蒙埃羅和首都區。